# Panax
Yinsen o yinsén se refiere a las especies dentro de Panax, un género con 11 especies de crecimiento lento de plantas perennes con raíces carnosas, en la familia Araliaceae. Crecen en el hemisferio norte en la parte oriental de Asia (principalmente el norte de China, Corea y Siberia oriental), por lo general en climas más frescos; la especie Panax vietnamensis, descubierta en Vietnam, es la más meridional. Este artículo se centra en  principalmente Panax ginseng y Panax quinquefolius. 
El yinsen siberiano (Eleutherococcus senticosus) no es un verdadero yinsen en absoluto.  Es otro adaptógeno, pero una planta diferente que pasó a denominarse como "el yinsen siberiano", como una estratagema de marketing, en lugar de una raíz carnosa, tiene una raíz leñosa; en lugar de ginsenosidas, eleutherosidos están presentes, (véase más adelante). 

## Etimología

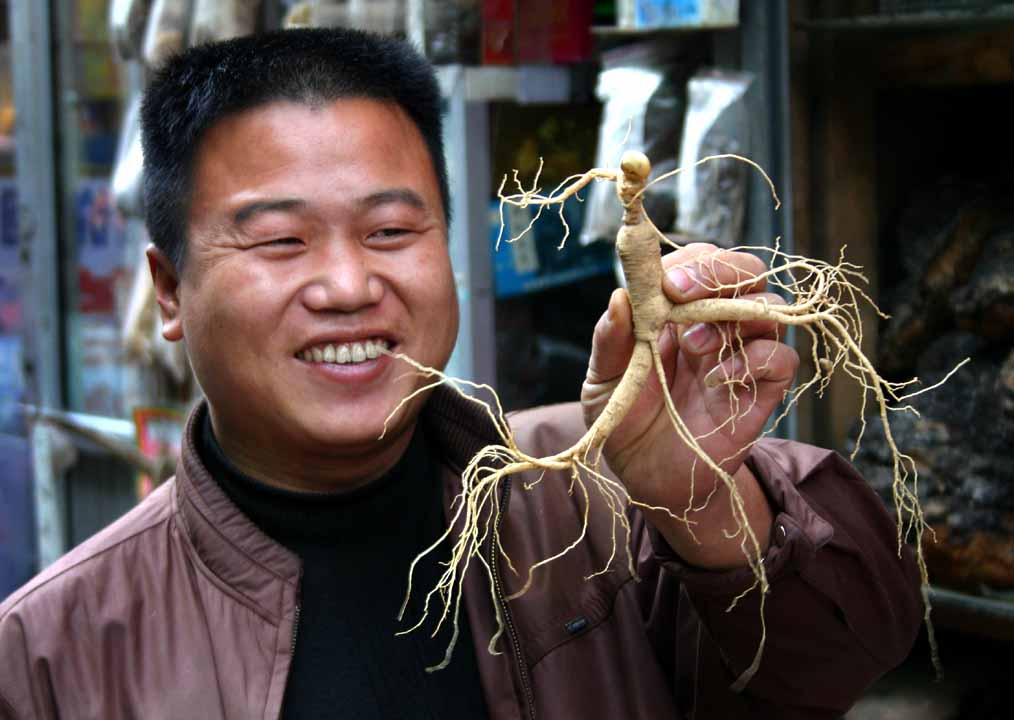
Un hombre sujetando una raíz de yinsen con sus características bifurcaciones antropomórficas.

La palabra española yinsen o yinsén deriva tras inglés ginseng del chino rénshēn (en chino simplificado, 人参; en chino tradicional, 人蔘, de rén = 'hombre' + shēn = un tipo de planta cuyas raíces tiene unas bifurcaciones que se asemejan a las piernas de un hombre, literalmente es "la planta-hombre"). La pronunciación inglesa se deriva de una pronunciación del sur de China, similar a la cantonesa yun sum (Jyutping: jan1sam1) y a la pronunciación en chino min nan jîn-sim.
El nombre del género botánico de Panax  significa "curar todo" en griego, que comparte el mismo origen como "panacea", y se aplicó a este género porque Linnaeus era consciente de su amplia utilización en la medicina china como un relajante muscular. Marco Polo también reportó sus usos en China .

## Yínsenes alternativos
Estos principalmente plantas adaptogénicas  se denominan a veces yínsenes, pero son bien diferentes de una familia o género. Solo Jiaogulan en realidad contiene compuestos estrechamente relacionados con ginsenosidas, aunque las ginsenosidas por sí solas no determinan la eficacia del yinsen. Desde cada una de estas plantas que tienen diferentes usos, se debe investigar sus propiedades antes de usar. Descripciones y la diferenciación se puede encontrar en David Winston y Steven Maimes adaptógenos.
- Gynostemma pentaphyllum  (yinsen del sur, alias Jiaogulan)
- Eleutherococcus senticosus (yinsen siberiano)
- Pseudostellaria heterophylla (Prince ginseng)
- Withania somnifera (yinsen índico, alias Ashwagandha)
- Pfaffia paniculata (yinsen brasileño, alias Suma)
- Lepidium meyenii (yinsen peruviano, alias Maca)
- Oplopanax horridus (yinsen alaskeño)

Otras plantas a las que se hace referencia como ginsengs no pueden ser adaptógenos (aunque notoginseng está en la sección de Panax):
- Angelica sinensis (Ginseng hembra, alias Dong Quai).
- Panax notoginseng (conocido como san qi, Tian Tian Qi o Chi, hemostático ingrediente en Yunnan Bai Yao.